# Wilhelm Hoegner
Wilhelm Hoegner (Munich, 23 de septiembre de 1887 - Ibidem, 5 de marzo de 1980) fue un político alemán del Partido Socialdemócrata (SPD). Se desempeñó dos veces como Ministro presidente de Baviera (1945-46 y 1954-57) y fue uno de los padres de la constitución bávara. Ha sido el único socialdemócrata que ha gobernado Baviera desde la posguerra.

## Biografía
Wilhelm Hoegner nació en Munich en 1887, hijo de Michael Georg Hoegner y Therese Engelhardt. Creció en Burghausen y estudió leyes en Munich, Berlín y Erlangen. Después de su graduación, trabajó como abogado y luego como Staatsanwalt, es decir, un fiscal del estado. En 1919 se convirtió en miembro del SPD. Se casó con Anna Woock en 1918, con quien tendría dos hijos.
De 1924 a 1930, Hoegner fue miembro del Parlamento Regional Bávaro. Estuvo involucrado en la investigación del Putsch de Múnich liderado por Adolf Hitler en 1923 y se convirtió en parte de la oposición a los nazis. Publicó, anónimamente, un documento sobre los hallazgos de la investigación, que se considera un documento histórico importante debido al hecho de que los nazis destruyeron todos los informes oficiales de la investigación después de 1933.  Se opuso activamente a Hitler en su época como miembro del Reichstag alemán de 1930 a 1933. Por esta razón, fue despedido del servicio gubernamental después de la Machtergreifung en 1933 y tuvo que escapar a Austria, y de allí, en 1934, a Suiza, donde trabajó como escritor independiente. Allí estuvo en contacto con otros refugiados alemanes de los nazis y trabajó con ellos en una organización llamada "Demokratisches Deutschland".
A su regreso a Baviera en junio de 1945, sirvió en la corte de Munich. Se convirtió en Ministro presidente de Baviera en 1945 y se desempeñó como tal hasta 1946, después del repentino despido de Fritz Schäffer; también ocupó el cargo de Ministro de Justicia bávaro hasta 1947. Se hizo conocido en este momento como el padre de la nueva constitución bávara. Después de perder las elecciones de diciembre de 1946, fue reemplazado como primer ministro bávaro por Hans Ehard, pero se mantuvo como ministro de Justicia. Cuando su partido decidió abandonar la coalición con la Unión Social Cristiana de Baviera (CSU), se opuso a esta medida y perdió temporalmente la influencia dentro del SPD, renunciando a su cargo ministerial.
De 1946 a 1970, fue nuevamente miembro del parlamento bávaro, liderando el grupo parlamentario del SPD desde 1958 hasta 1962. Ocupó el cargo de Ministro del Interior desde 1950 hasta 1954, cuando Baviera fue gobernada una coalición CSU-SPD.
Se convirtió en Ministro presidente de Baviera por segunda vez en 1954, cuando encabezó un gran gobierno de coalición de cuatro partidos hasta 1957. La coalición se vino abajo antes del final de su mandato después de las elecciones federales de 1957 y, desde entonces, Wilhelm Hoegner sigue siendo el único gobernante bávaro de la posguerra que no ha pertenecido a la CSU.
También fue miembro del Bundestag de 1961 a 1962.
Mientras era un socialdemócrata, Hoegner no era un socialista doctrinario, y siempre prefirió un enfoque de sentido común a la política y la economía, en lugar de teorías radicales. Consideraba que ser socialdemócrata era totalmente compatible con la ética y los valores cristianos, un factor importante en un estado tradicionalmente conservador y dominado por los católicos como Baviera.
El libro de Hoegner Die verratene Republik ('La república traicionada'), publicado en Munich en 1979, contiene un capítulo notable con el título "La culpa de los comunistas". Hoegner culpa al Partido Comunista de Alemania (KPD) de haber desempeñado un papel decisivo en la asunción del poder de Adolf Hitler. El principal enemigo declarado de los comunistas, según Hoegner, no era Hitler o los partidos conservadores de Alemania, sino los socialdemócratas, a quienes los comunistas llamaban los "social fascistas". Hoegner afirma que la intención de los comunistas era llevar a Hitler al poder, con lo que se produciría una revolución comunista en Alemania y se establecería una dictadura comunista. Hoegner emite afirmaciones graves en este capítulo, por ejemplo, que 500.000 comunistas votaron por Hitler en las elecciones presidenciales de 1932.
Hoegner murió, de 92 años, casi ciego pero mentalmente todavía en plena capacidad, el 5 de marzo de 1980 en Munich.

## Honores
- Gran Cruz de la Orden del Mérito de la República Federal de Alemania (1953)
- Caballero Gran Cruz de la Orden del Mérito de la República Italiana (1956)
- Gran Decoración de Honor en Plata con Marco por Servicios a la República de Austria (1957)[5]
- Doctor honoris causa en la Universidad de Munich

## Obras
- Die verratene Republik. Munich, 1979.
- Der Volksbetrug der Nationalsozialisten.
- Der Schwierige Außenseiter: Erinnerungen eines Abgeordneten, Emigranten und Ministerpräsidenten. Munich. Isar Verlag, 1959